# Surucuá-da-amazônia
O surucuá-da-amazônia (Trogon ramonianus), ou surucuá-pequeno, é uma espécie de ave da família Trogonidae, dos surucuás e quetzais. É encontrada na Bolívia, Brasil, Colômbia, Equador, Peru e Venezuela.

## Taxonomia e sistemática
Até o início dos anos 2000, o que hoje são considerados o surucuá-da-amazônia e o surucuá-de-ligas (T. caligatus) eram considerados subespécies do surucuá-violáceo (T. violaceous). O Comitê Ornitológico Internacional (COI), a taxonomia de Clements e o Comitê de Classificação Sul-Americano da Sociedade Ornitológica Americana (AOS-SACC) implementaram uma divisão da espécie, tornando-as espécies separadas e renomeando T. violaceous para trogon-das-guianas . No entanto, o Manual de Aves do Mundo (HBW) da BirdLife International os mantém como subespécies. Os esquemas de classificação que tratam o surucuá-da-amazônia como uma espécie atribuem duas subespécies, a nominal T. r. ramonianus e uma outra,  T. r. crissalis . As duas subespécies são tão semelhantes que alguns autores sustentam que o surucuá-da-amazônia é monotípico .

## Descrição
Os surucuás têm plumagens masculinas e femininas distintas, com penas macias e geralmente coloridas. O surucuá-da-amazônia tem cerca de 24 centímetros, pesando por volta de  45 gramas. A cabeça, o pescoço e a parte superior do peito do macho são de um azul-escuro metálico profundo. A cabeça e o rosto, a parte superior do peito e as partes superiores da fêmea são cinza-escuros; a barriga é de um amarelo mais opaco que a do macho, e a parte inferior da cauda tem um padrão diferente de preto e branco. As plumagens das duas subespécies diferem muito pouco, sendo as diferenças entre elas semelhantes às existentes entre os indivíduos de cada uma delas.

## Distribuição e habitat
O surucuá-da-amazônia é encontrado no sopé dos Andes da Colômbia, Equador, Peru e Bolívia, um pouco ao norte, no oeste da Venezuela, e a leste, na bacia amazônica ocidental e meridional do Brasil. A delimitação exata das áreas de distribuição das duas subespécies não é conhecida, mas T. r. crissalis é geralmente considerado como sendo encontrado ao sul do Rio Amazonas e a leste do Rio Tapajós.
O surucuá-da-amazônia habita uma variedade de biomas, incluindo florestas de transição e de terra firme, florestas de palmeiras e de bambus, assim como matas de igapó permanentemente inundadas. É encontrado principalmente abaixo de 500 metros de altitude, mas atinge até 1000 metros no Equador.

### Alimentação
A dieta e o comportamento alimentar do surucuá-da-amazônica ainda não foi estudado em detalhe.  amazônico não foram estudados em detalhes. Acredita-se que ele se comporte como os  "Trogon violaceus", alimentando-se a partir de um poleiro, capturando insetos e frutas da vegetação. Eles também podem comer pequenos vertebrados, como sapos.

### Reprodução
Quase nada se sabe sobre a fenologia reprodutiva do trogon amazônico. O único ninho descrito havia sido escavado em um cupinzeiro arbóreo ativo e continha dois ovos.

## Status
A IUCN não avaliou o surucuá-da-amazônia separadamente dos Trogon violaceus sensu lato. A espécie tem uma grande distribuição e é considerada bastante comum em algumas áreas.